# Peter Rascher

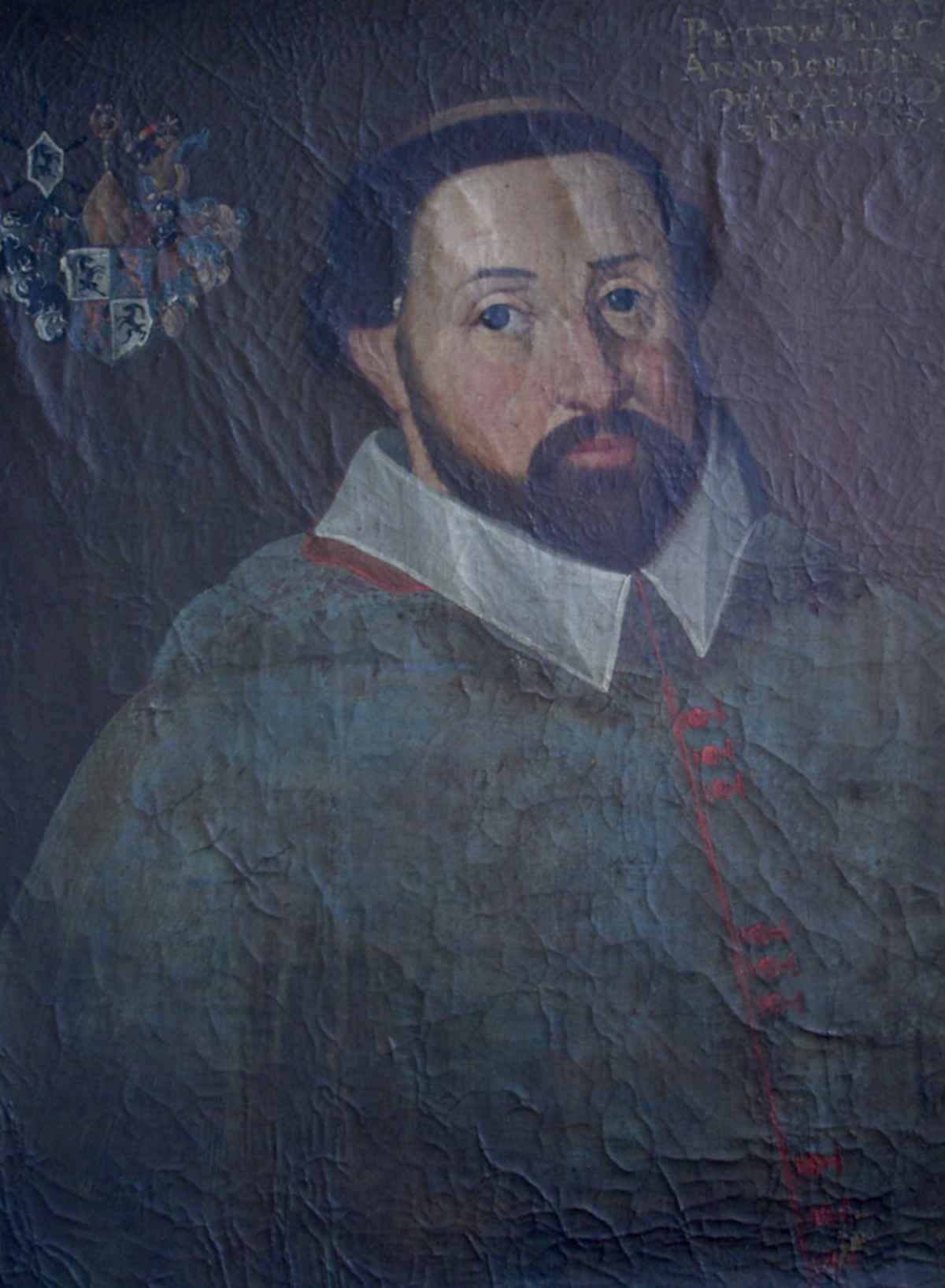
Peter de Raschèr (1549–1601) Fürstbischof von Chur 1582–1601

Peter (von) Rascher (rätoromanisch Peter (de) Raschèr; * 1549 in Zuoz, Schweiz; † 3. Januar 1601 in Chur) war römisch-katholischer Bischof von Chur.

## Leben
Raschèr war der Sohn eines Landammann (Bürgermeister) im Oberengadin gleichen Vornamens und Enkel des 1550 geadelten Johann Martin Rascher. Seine Mutter war die Tochter des 1519 geadelten Johann Travers, Landammann im Oberengadin, Landeshauptmann des Veltlins und Befehlshaber im Müsserkrieg. Sein Bruder Hans de Raschèr (1546–1620) war Schlosshauptmann auf Fürstenburg, Hofmeister in Chur, Zunftmeister der Schuhmacher und ab 1616 Stadtrichter in Chur. Der Vater legte die Erziehung seines Sohnes in die Hände von Kartäusermönchen im Kloster Buxheim in Schwaben. 1568 ging er zum Studium an die Universität Ingolstadt. Er war Domherr in Chur, Pfarrer in Bergün/Bravuogn und ab 1578 Domkantor.
Als Kandidat des Gotteshausbundes wurde er 1581 trotz Bedenken des anwesenden Nuntius Giovanni Francesco Bonomi als Nachfolger des resignierten Beatus a Porta zum Bischof von Chur gewählt. Bestätigt und mit Dispens wegen des fehlenden Doktorgrades versehen wurde die Wahl am 6. November 1581 von Papst Gregor XIII. Die Bischofsweihe spendete ihm am 25. März 1582 in der Stadtpfarrkirche zu Feldkirch der Weihbischof in Konstanz Balthasar Wurer. Die Stadtpfarrkirche ist heute Domkirche St. Nikolaus, Kathedrale der Diözese Feldkirch. Am 16. August 1582 erhielt er von Kaiser Rudolf II. die Reichsregalien.
Bischof Peter Rascher hatte wenig geistig-geistliche Bindung, er lebte wie einige seiner Vorgänger im Konkubinat, sein Bruder, der bischöfliche Hofmeister, war zum neuen Glauben übergetreten und verblieb im Amt. Der Apostolische Nuntius musste immer wieder die längst überfälligen Reformen aus den Beschlüssen des Konzils von Trient einfordern. Weiterhin war das Verhältnis zwischen der römischen Kurie und dem Bistum Chur während der Amtszeit Bischof Peter Raschers angespannt. Der Erzbischof von Mailand, Carlo Kardinal Borromeo, führte im Herbst 1583 erste Reformen im Misox-Tal durch, wurde aber von den Häuptern der Drei Bünde an der Weiterreise nach Chur und Hohenems gehindert. Auf Drängen des Kaiserhauses und der Nuntiatur setzte er reformwillige Kleriker als Visitatoren ein, die in Vorarlberg und im Vinschgau ernüchternde Resultate über den Lebenswandel des Klerus und deren priesterlichen Spiritualität an den Tag brachten. Generalvikar Nicolaus Venosta erließ unmittelbar nach Kenntnis der Zustände strenge Regeln für die Seelsorge, Sakramentenspendung und Verwaltung kirchlicher Güter. Grundlage waren das Missale Curiense von 1589, das Rituale Curiense von 1590 und die geänderte Neuauflage das Breviarium Curiense von 1490/1520. 1599 erließ Nuntius Giovanni della Torre nach seinem Besuch in Chur neue Verordnungen für Bischof und Domkapitel. Er forderte auch die Errichtung einer Bildungsstätte für den Priesternachwuchs, die in Räumen der Benediktinerabtei Disentis entstand. Gegen Ende seiner Amtszeit zeigte Peter Rascher sich aufgeschlossen für die tridentinische Reform.
Durch Krankheit geschwächt, starb er am 3. Januar 1601 und wurde in der Kathedrale Mariä Himmelfahrt in Chur beigesetzt.